# デタラメ
| ウィキペディアには「デタラメ」という見出しの百科事典記事はありません（タイトルに「デタラメ」を含むページの一覧/「デタラメ」で始まるページの一覧）。 代わりにウィクショナリーのページ「でたらめ」が役に立つかもしれません。 |